# Kylie Minogue (албум)
Kylie Minogue је пети студијски албум аустралијске певачице Кајли Миног, објављен је 19. септембра 1994. године.

## Историја албума
Албум је прво издање Миног изван продукцијског тима Сток, Ејткен и Вотерман. У покушају да повећа број својих обожавалаца и прошири свој уметнички рад, узела је главну улогу у планирању албума и потражила одређену групу људи да сарађују с њом. Албум је достигао место број три у Аустралији и број четири у Великој Британији, где је сертификат злато. Албум је достигао број 39 у Шведској.
На омоту албума Миног је хтела да прикаже себе као озбиљну уметницу. Док су промотивни видео-спотови за албум били више сексепилнији и разголишанији, на омоту албума је фотографија Миног у конзервативним панталонама, јакни са великим наочарима. Таква комбинација је многим критичарима била чудан избор. Према речима јендог од текстописаца и продуцената албума, Стива Андерсона, продато је 2 милиона примерака широм света.

## Синглови
"Confide in Me" је први сингл с албума, постао је један од најуспешнијих синглова Миног. Доспевајући на прво место у Аустралији на четири недеље, те друго место у Великој Британији.
"Put Yourself in My Place", објављена као други сингл с албума, доспела ја на 11. место у Аустралији и Великој Британији. Миног је у видео-споту одглумила сцену попут оне у класичном филму од Џејн Фонде под именом Barbarella из 1968. године.
"Where Is the Feeling?" постала је трећи сингл и доспела је на 16. место у Великој Британији и 31. место у Аустралији. Песма је урађена за сингл и видео-спот и тако постала један од најнекомерционалнијих синглова Миног. У тој уређеној верзији песме израженији су њени шапати и рецитације него певање.

## Списак песама
| №   | Назив | Аутор(и)                                            | Продуцент(и)             | Трајање |  |
| 1.  |       | Стив Андерсон, Дејв Симен, Овејн Бартон             |                          | 5.51    |  |
| 2.  |       | Џери ДеВо, Чарли Мол                                | ДеВо, Џон Ведл, Тим Бран | 4.25    |  |
| 3.  |       | Џими Хари                                           | Хари                     | 4.45    |  |
| 4.  |       | Вилф Смартис, Џејн Хана                             |                          | 6.58    |  |
| 5.  |       | Хари                                                | Хари                     | 4.54    |  |
| 6.  |       | Андерсон, Симен                                     |                          | 5.30    |  |
| 7.  |       | Кајли Миног, Инга Хампе, Чарли Малоци, Марко Сабију |                          | 4.45    |  |
| 8.  |       | Алекс Палмер, Џули Стејплтон                        | Пит Хелер, Тери Фарли    | 7.46    |  |
| 9.  |       | Нил Тенант, Крис Лоу                                | Хелер, Фарли             | 6.43    |  |
| 10. |       | Дино Фекарис, Ник Зес, Џон Рис                      |                          | 5.26    |  |

## Топ лествице
| Топ љествица                     | Највиша позиција |
| -------------------------------- | ---------------- |
| Аустралија (ARIA Charts)         | 3                |
| Јапан (Oricon)                   | 54               |
| Немачка (Offizielle Top 100)     | 78               |
| Швајцарска (Schweizer Hitparade) | 33               |
| Шведска (Sverigetopplistan)      | 39               |
| Велика Британија (OCC)              | 4                |